# GTKos
Die GTKos (Gesellschaft der Theaterkostümschaffenden) ist ein nicht kommerziell ausgerichtetes Netzwerk für Mitarbeiter von Kostümabteilungen an den Theatern in Deutschland, Österreich und der deutschsprachigen Schweiz sowie freiberuflichen Kostümschaffenden aus dem Theater- und Filmbereich.

## Ziele und Aktivitäten
Die GTKos bietet den Beteiligten kontinuierliche Information, Kontakt und Austausch durch Fachtreffen, Seminare, Workshops. Sie widmet sich außerdem der Vertretung von Wünschen und Interessen der Kostümschaffenden nach außen (z. B. gegenüber Fachverbänden und Institutionen) und der Pflege und Förderung von Berufen im Kostümbereich, die keine Ausbildungsberufe, sondern so genannte Neigungsberufe sind (wie z. B. Rüstmeister, Kostümmaler, Kostümfärber oder Fundusverwalter).

## Entstehung und Pläne
Die GTKos ging aus den Tagungen der Kostümdirektoren der deutschsprachigen Theater hervor, die ab 2002 stattfanden. Auf der internationalen Fachmesse Showtech 2007 wurde die erste Tagung der Kostümschaffenden mit rund 250 Teilnehmern veranstaltet, bei der auch die Berufsfachgruppen konstituiert wurden, in denen sich die in den verschiedenen Theaterkostümberufen Tätigen seitdem regelmäßig austauschen und treffen. An der Folgetagung anlässlich der Showtech 2009 nahmen rund 300 Kostümschaffende teil. Auf der Gesamtversammlung der GTKos während der Showtech 2011 am 8. Juni 2011 wurde einstimmig die Vereinsgründung beschlossen, die 2013 mit der Eintragung beim Amtsgericht Stuttgart vollzogen wurde. Derzeit hat das Netzwerk zwei Sprecherinnen für den Gesamtauftritt sowie Sprecher der einzelnen Berufsfachgruppen. Tagungen finden weiterhin alle zwei Jahre statt, hinzu kommen Seminare und weitere Treffen einzelner Fachgruppen.